# Camillina rogeri
Camillina rogeri är en spindelart som beskrevs av Alayón 1993. Camillina rogeri ingår i släktet Camillina och familjen plattbuksspindlar.
Artens utbredningsområde är Kuba. Inga underarter finns listade.